# 基督教黨 (立陶宛)
基督教黨是立陶宛中間偏右政黨。該黨成立於2010年1月23日，由基督教保守社會聯盟（Krikščionių konservatorių socialinė sąjunga）和基督教民主黨（Lietuvos krikščioniškosios demokratijos partija）合併而成。

## 外部連結
- （立陶宛文） 基督教黨官方網站